# Fay-en-Montagne
Fay-en-Montagne ist eine Gemeinde im französischen Département Jura in der Region Bourgogne-Franche-Comté.

## Geographie
Fay-en-Montagne liegt auf 540 m, etwa 16 Kilometer nordöstlich der Stadt Lons-le-Saunier (Luftlinie). Das Bauerndorf erstreckt sich im Jura, im zentralen Teil des Plateau Lédonien (erstes Juraplateau), zwischen den Erosionstälern der Seille (Cirque de Ladoye) im Westen und dem Höhenzug der Côte de l’Heute im Osten.
Die Fläche des 6,26 km² großen Gemeindegebiets umfasst einen Abschnitt des französischen Juras. Das gesamte Gebiet wird von der Ebene des Plateau Lédonien eingenommen, die durchschnittlich auf 530 m liegt und teils von Acker- und Wiesland, teils von Wald bestanden ist. Das Plateau besitzt keine oberirdischen Fließgewässer, weil das Niederschlagswasser im verkarsteten Untergrund versickert. Nach Westen reicht der Gemeindeboden bis an die Oberkante des teils von Felswänden durchzogenen Steilhangs, der das tief eingeschnittene Tal von Ladoye umgibt. Mit 567 m wird ganz im Südosten des Gebietes am Rand des Bois de Fuatelet die höchste Erhebung von Fay-en-Montagne erreicht.
Nachbargemeinden von Fay-en-Montagne sind Le Fied im Norden, Picarreau im Osten, Bonnefontaine und La Marre im Süden sowie Ladoye-sur-Seille im Westen.

## Geschichte
Das Gemeindegebiet von Fay-en-Montagne war bereits in vorgeschichtlicher Zeit und während der gallorömischen Zeit besiedelt. Aus einem Tumulus der Eisenzeit wurden verschiedene Grabbeigaben (Schmuck, Vasenfragmente, Werkzeuge) ausgegraben, die heute im Archäologischen Museum von Lons-le-Saunier ausgestellt sind. An mehreren Orten wurden Brunnen und Mauerfundamente von römischen Villen gefunden. Erstmals urkundlich erwähnt wird die Kirche im 12. Jahrhundert. Der Ortsname geht auf das lateinische Wort fagus (Buche) zurück. Zusammen mit der Franche-Comté gelangte Fay-en-Montagne mit dem Frieden von Nimwegen 1678 an Frankreich.

## Sehenswürdigkeiten
Die Dorfkirche Saints-Ferréol-et-Ferjeux wurde 1860 an der Stelle eines mittelalterlichen Vorgängerbaus errichtet. Sie enthält die Grabplatte (12. Jahrhundert) des heiligen Guy, der zunächst Abt von Baume-les-Messieurs war und später bei Fay eine Einsiedelei gründete. Ruinen des Herrschaftssitzes La Verne aus dem 14. Jahrhundert sind erhalten.

## Bevölkerung
| Jahr                       | 1962 | 1968 | 1975 | 1982 | 1990 | 1999 | 2007 | 2018 |
| Einwohner                  | 119  | 114  | 90   | 85   | 76   | 83   | 74   | 82   |
| Quellen: Cassini und INSEE |      |      |      |      |      |      |      |      |

Mit 87 Einwohnern (Stand 1. Januar 2022) gehört Fay-en-Montagne zu den kleinsten Gemeinden des Départements Jura. Nachdem die Einwohnerzahl in der ersten Hälfte des 20. Jahrhunderts markant abgenommen hatte (1886 wurden noch 222 Personen gezählt), wurden seit Mitte der 1970er Jahre nur noch relativ geringe Schwankungen verzeichnet.

## Wirtschaft und Infrastruktur
Fay-en-Montagne war bis weit ins 20. Jahrhundert hinein ein vorwiegend durch die Landwirtschaft und die Forstwirtschaft geprägtes Dorf. Daneben gibt es heute einige Betriebe des lokalen Kleingewerbes. Mittlerweile hat sich das Dorf auch zu einer Wohngemeinde gewandelt. Viele Erwerbstätige sind Wegpendler, die in den größeren Ortschaften der Umgebung ihrer Arbeit nachgehen.
Die Ortschaft liegt abseits der größeren Durchgangsstraßen an einer Departementsstraße, die von Crançot nach Montrond führt. Weitere Straßenverbindungen bestehen mit Bonnefontaine und Le Fied.